# 市之瀨站
市之瀨站（日语：／ Ichinose eki */?）是位於山梨縣南巨摩郡身延町市之瀨，東海旅客鐵道（JR東海）的身延線車站。

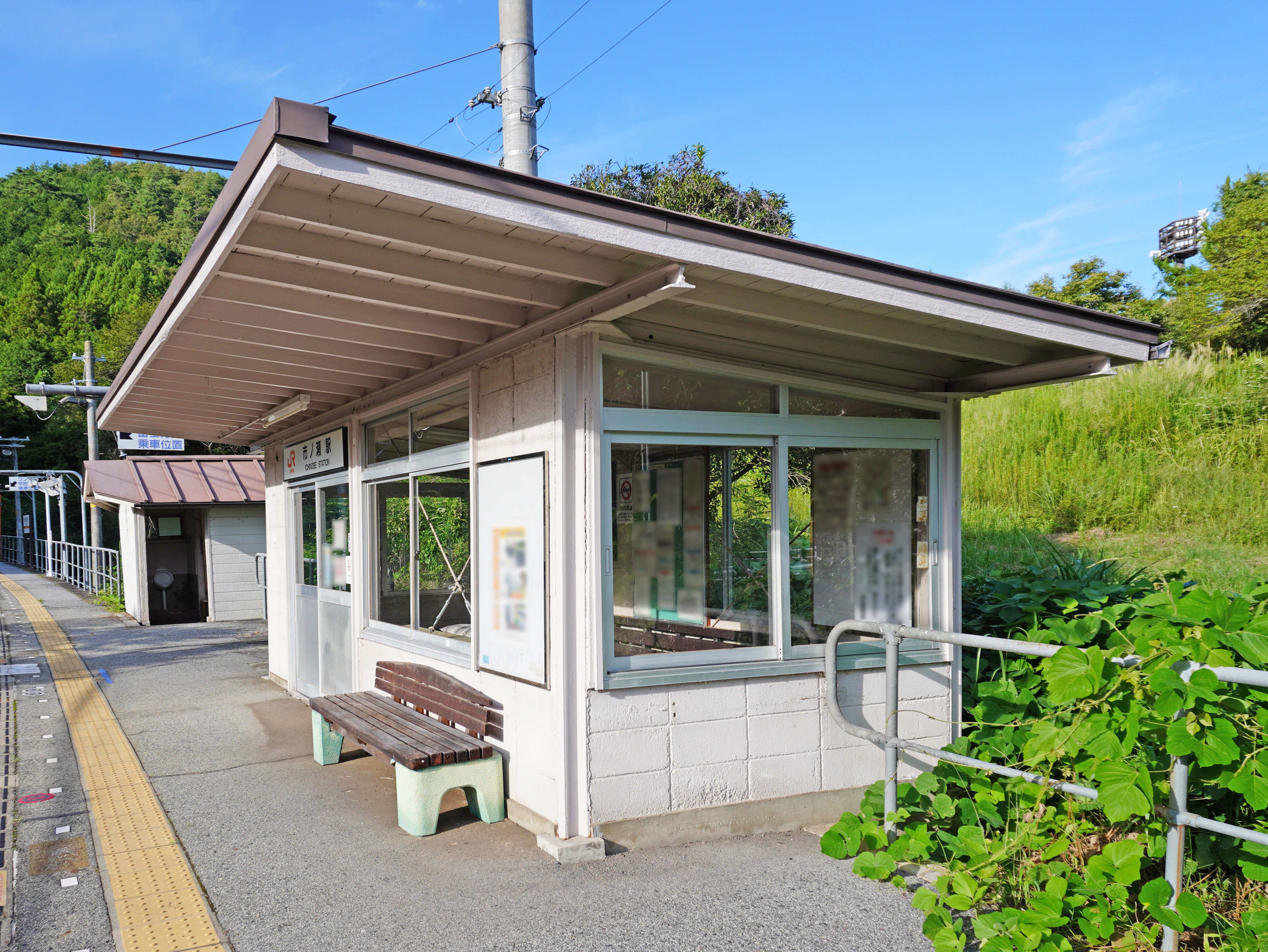
候車室（2022年9月）

## 歷史
- 1932年（昭和7年）5月10日：富士身延鐵道市之瀨停留場啟用[1]。在車站啟用時已經成為無人車站。
- 1938年（昭和13年）10月1日：富士身延鐵道借給鐵道省使用，成為身延線[1]。同時升級至車站。
- 1941年（昭和16年）5月1日：富士身延鐵道正式國有化[1]。
- 1987年（昭和62年）4月1日：伴隨國鐵分割民營化，車站由東海旅客鐵道（JR東海）營運[1]。

## 車站構造
車站是一座地面車站，設有1面1線的單式月台。
此站沒有車站大樓，在月台上設有候車室及廁所。此站是由身延站管理的無人車站。車站出入口位於月台靠近甲斐常葉一方。車站出入口鄰接市之瀨平交道。

## 使用狀況
| 乘車人次變化 | 乘車人次變化     | 乘車人次變化 |
| 年度         | 1日平均 乘車人次 |              |
| ------------ | ---------------- | ------------ |
| 2005         | 36               |              |
| 2006         | 31               |              |
| 2007         | 30               |              |
| 2008         | 29               |              |
| 2009         | 25               |              |
| 2010         | 19               |              |
| 2011         | 15               |              |
| 2012         | 18               |              |
| 2013         | 19               |              |
| 2014         | 20               |              |
| 2015         | 16               |              |
| 2016         | 11               |              |
| 2017         | 6                |              |

## 車站周邊
常葉川於此站附近的平地名為市之瀨村落，名為市之瀨平。車站西北方設有該村落。車站附近設有4至5間民居和石材屋，車站南邊200米處，越過常葉川後便到達國道300號，沿路有許多建築物。
在車站對出左邊設有町民運動廣場。在下部町時代的昭和末期建設。

## 相鄰車站
東海旅客鐵道（JR東海）
 身延線
甲斐常葉－市之瀨－久那土

## 注腳
1. 1 2 3 4 5  曾根悟（日语：曽根悟）（監修）. 朝日新聞出版分冊百科編集部（編集） , 编. . 週刊 歴史でめぐる鉄道全路線 国鉄・JR (朝日新聞出版). 2009-07-26, (3): 22–23 （日语）.

## 外部連結
- 國土地理院地圖參閲服務 （页面存档备份，存于） - 市之瀨站周邊的1/25000地形圖 （页面存档备份，存于）（日語）